# Mario Dederichs
Mario R. Dederichs (* 1949 in Brühl; † 18. November 2003) war ein deutscher Journalist.

## Leben und Tätigkeit
Dederichs begann seine Laufbahn als Journalist für kleinere Regionalzeitungen. Es folgten Anstellungen als Parlamentsberichterstatter der Nachrichtenagentur UPI und Redaktionsleiter des ddp in London. 1976 wurde Dederichs Redakteur bei der Zeitschrift Der Stern, für die er bis zu seinem Ableben tätig sein sollte. Für den Stern berichtete er unter anderem von 1984 bis 1988 als Korrespondent aus Moskau und dann von 1988 bis 1994 als USA-Korrespondent aus Washington, D.C.
Neben seiner journalistischen Arbeit verfasste Dederichs auch mehrere Bücher zu politischen und zeitgeschichtlichen Themen, so 1993 eine Betrachtung über die damalige amerikanische First Lady Hillary Clinton und die Rolle von Frauen in der Politik sowie eine 2005 postum veröffentlichte Biographie über den Chef des Reichssicherheitshauptamts der SS, Reinhard Heydrich.
Dederichs war Sohn eines Fotografen und selbst leidenschaftlicher Hobby-Fotograf. Bei seinen Recherchen für Stern-Artikel machte er häufig parallel zum ihn begleitenden Stern-Fotografen private Aufnahmen. Diese Fotos sind heute im Besitz der Bayerischen Staatsbibliothek und dort für die Nutzung zugänglich.

## Veröffentlichungen
- Hillary Clinton und die Macht der Frauen. (= Knaur. 80025). Droemer Knaur, München 1993, ISBN 3-426-80025-X.
- Heydrich. Das Gesicht des Bösen. Piper, München u. a. 2005, ISBN 3-492-04543-X.